# Famille de Bancalis de Maurel d'Aragon
 (août 2022).
Si vous disposez d'ouvrages ou d'articles de référence ou si vous connaissez des sites web de qualité traitant du thème abordé ici, merci de compléter l'article en donnant les références utiles à sa vérifiabilité et en les liant à la section « Notes et références ».
La famille de Bancalis de Maurel d'Aragon, anciennement Bancal puis Bancalis, est une famille subsistante de la noblesse française, originaire du Rouergue. Elle prit des qualifications de noblesse au XVIIe siècle et obtint par la suite des maintenues de noblesse.
Cette famille compte parmi ses membres des officiers supérieurs, un officier général, des membres de la maison militaire du roi, un pair de France, des royalistes qui participèrent à des actions de chouannerie en Aveyron, des hommes politiques, des hauts fonctionnaires dont des diplomates, des hommes de lettres. Jean Louis Henri de Bancalis de Maurel d'Aragon fut titré baron pair de France héréditaire en 1819 sous la Seconde Restauration.

## Histoire
La famille de Bancalis a d'abord eu pour patronyme Bancal puis Bancalis.[réf. nécessaire]
En 1631, François (de) Bancalis, docteur en droit, notaire royal et juge de Muret (Aveyron), acheta la seigneurie de Pruines. À partir de cette date, ses descendants prirent des qualifications de noblesse dans les actes.
Par la suite cette famille obtint des jugements de noblesse faisant remonter sa filiation suivie jusqu'en 1544. Jean de Bancalis, fils de François, fut maintenu noble le 6 aout 1668 par arrêt du Conseil d'État. Son fils Jean Antoine de Bancalis fut maintenu noble par l'intendant Sanson le 27 avril 1697 à Montauban.
La famille de Bancalis de Maurel d'Aragon a été admise à l'Association d'entraide de la noblesse française le 28 mai 1938.

## Filiation
Ces éléments de généalogie sont issus des travaux de Charles-Henri de Bancalis de Maurel d'Aragon présentés dans le bulletin du Cercle généalogique du Rouergue (no 41, juillet 2002).
- Jean Ier Bancal(is), notaire de Muret dans l'Aveyron, épouse le 14 août 1544 Jeanne Lapeyre, fille de Jean Lapeyre et d'Antoinette Goudal ; il fait son testament en 1593 ; il eut pour fils :
  - Jean II Bancal(is), notaire de Muret, épouse en 1577 Marguerite Roaldès, fille d'Hugues Roaldès et d'Hélène Boyer, dont :
    - Henri (de) Bancalis (branche de Villefranche)
    - François (de) Bancalis, docteur en droit et juge de Muret, il épouse le 26 juin 1611 Marie Benoit, fille de Guillaume Benoit et de Marie Fontanier ; en 1631 il achète la seigneurie de Pruines avec haute justice qui lui donne l'entrée aux États du Rouergue ; parmi leurs enfants :
      - Henry de Bancalis (rameau de Senlis)
      - Louis de Bancalis (rameau de Lormet)
      - Jean de Bancalis, qui suit
- Jean de Bancalis, seigneur de Pruines, épouse le 26 aout 1654 Marguerite de Coustin, fille de François de Coustin, seigneur de Bourzolles, et de Gabrielle d'Orléans de Rère (famille du Berry, distincte de la Maison princière d'Orléans), dont :
  - Jean Antoine de Bancalis, seigneur de Pruines, épouse le 24 septembre 1687 Anne de Génibrouse, fille de Jacques de Génibrouse, seigneur de Saint-Amans et de Boissézon, et d'Isabeau de La Tour du Pin ; il est maintenu noble en 1697 ; dont :
    - Pierre de Bancalis, seigneur de Pruines, admis en 1706 chez les pages de la grande écurie du roi, épouse le 30 novembre 1726, Anne de Maurel d'Aragon, fille de Pierre de Maurel d'Aragon et de Marquise de Landes, dont :
      - Jean Marie de Bancalis (branche cadette d'Aragon)
      - Jean Louis de Bancalis (branche puinée de Gerstheim, en Alsace)
      - Roch de Bancalis (branche ainée de Pruines), qui suit
- Louis Arnaud Roch de Bancalis, seigneur de Pruines, épouse le 24 novembre 1755 Marie-Jeanne Delagnes, fille de François Delagnes et de Marie Rose de Mazars, dont :
  - Marie Hyacinthe Guillaume de Bancalis, seigneur de Pruines, officier, chef d'une bande de chouans en Aveyron durant la Révolution française ; en 1797 il fait soumission à la République, fut fait chevalier de Saint-Louis à la Restauration ; il avait épousé le 4 juillet 1797 Élisabeth Passelac, fille de Jean Passelac et de Marie Thérèse Perié.
    - Paulin de Bancalis, seigneur de Pruines, épouse le 13 février 1838 Anaïs de Colonges de Cénac, fille de Charles de Colonges et de Céleste Labro.

## Personnalités

### XVIIesiècle
- Henri Bancalis, conseiller du roi, marié à Guillemette Colit
- François (de) Bancalis, docteur en droit et juge de Muret. Époux en 1611 de Marie Benoit, il achète le 6 octobre 1631 pour 55 300 livres, à Antoine Marcenac, le château et la seigneurie de Pruines, qui lui donne l'entrée aux États de Rouergue, où il siégea en 1638. il mourut l'année suivante à la suite d'une rixe.
- Pierre de Bancalis, prêtre, bachelier en théologie de l'université de Cahors. Prieur de Rodelle et de Bezonnes (diocèse de Rodez) et de Marmanhac (diocèse de Saint-Flour). Curé de Calmont-d'Olt, il fut syndic du clergé de Rodez entre 1673 et 1704.
- Charles de Bancalis de Pruines (fils du précédent), baptisé à Senlis en 1655, page à la Grande écurie du roi (mais problème au niveau des preuves de noblesse relevé par d'Hozier car il fallait prouver une noblesse remontant au moins à l'année 1550), puis exempt des gardes du corps, major de Senlis et lieutenant des chasses d'Halatte. Sans alliance, tué à la bataille de Leuze en 1691.
- Michel de Bancalis de Pruines (frère du précédent), vicaire général du diocèse de Senlis. Baptisé à Senlis le 26 février 1660. Prêtre et bachelier en théologie de l'université de Paris, abbé commendataire de l'abbaye de Bois Aubry au diocèse de Tours en janvier 1678, prieur commendataire du prieuré royal de Saint Maurice de Senlis en 1693, prieur de Marmanhac en janvier 1700, doyen du chapitre de la cathédrale de Senlis.

### XVIIIesiècle
- Michel de Bancalis de Lormet, né le 14 octobre 1729 à Albi. Fils de Jean-Louis de Bancalis de Lormet et d'Antoinette de Fonvielle et petit-fils d'Antoinette de Salvan de Saliès qui, par ses œuvres littéraires, acquit une certaine notoriété. Il est page de la duchesse douairière d'Orléans en 1742, cornette au régiment de cavalerie de Beauvilliers, mousquetaire dans la 1re compagnie des Gris en 1747, capitaine au régiment Commissaire Général Cavalerie en 1757, major du régiment Mestre de Camp général de cavalerie, commandé par le futur maréchal de Castries. Chevalier de Saint Louis en 1770, lieutenant colonel en 1777 et enfin brigadier des armées du roi en 1780. Il achète la même année au marquis de Castelpers la vicomté d'Ambialet en Albigeois qui donnait à son possesseur la deuxième place dans la noblesse aux États de l'Albigeois.
- Pierre de Bancalis de Pruines, né en 1691 à Pruines, fils de Jean Antoine de Bancalis et d'Anne de Génibrouse de Saint-Amans. Page en la grande écurie du roi en  1706, époux d'Anne de Maurel d'Aragon en 1726, il meurt en 1761.
- Marie Narcisse Toinette de Bancalis de Pruines (fille du précédent), née à Pruines le 5 septembre 1729, elle épouse en 1750 Eugène Lacombe, fils de Jean Lacombe, seigneur de Saint Michel de Vax et de Marianne de Bancalis de Lormet. Entre autres enfants : Jean Pierre Lacombe Saint Michel, conventionnel, régicide, membre du Comité de salut public après Thermidor, général, ambassadeur, président du Conseil des Anciens, inspecteur général de l'artillerie, gouverneur de Barcelone, grand officier de la Légion d'honneur ; Jean Marie Lacombe, contre-révolutionnaire, fusillé pour actes de chouannerie en 1799.
- Jean Marie de Bancalis de Maurel d'Aragon (frère de la précédente), né en 1732, hérite en 1758 de son oncle maternel, Jean-Marie de Maurel, de la terre et seigneurie d'Aragon, à condition de relever son nom et ses armes. Il en sera dépossédé à la Révolution française. Il meurt à Carcassonne en 1795 peu après être sorti de la prison de la Visitation à Toulouse. Il était veuf d'Henriette de Portes de Pardaillan, épousée en 1761.
- Marie Hyacinthe Guillaume de Bancalis de Pruines (fils de Louis-Arnaud-Roch de Bancalis et de Marie-Jeanne Delagnes), né en 1764 à Pruines. Un temps "attaché à la personne du Prétendant" pendant l'Émigration. Mentionné comme "complice de brigands, chef d'une bande de chouans, voleur de diligence". Il fera soumission à la République en 1797 et épousera la même année Élisabeth Passelac. Chevalier de Saint-Louis en 1815, il meurt en 1842 à Villecomtal.
- Jean Antoine Louis de Bancalis de Pruines, (frère du précédent), né en 1765. Tonsuré à Carcassonne (1778). Il remplit des missions au service des Princes durant l'Émigration. Engagé dans la chouannerie avec son cousin Jean-Marie Lacombe, il est mentionné comme "chef de bande, royaliste dangereux ayant déjà tué". Il participe à la "conspiration de La Goudalie" en Rouergue (affaire Fualdès). Emprisonné à Montpellier durant les Cent-Jours. Décédé en 1844 à Montbazens.
- Jean Louis Arnaud de Bancalis de Pruynes, né en 1773 à Strasbourg, fils de Jean Louis de Bancalis et de Marie-claude Vaudin. Émigré, il sert dans l'artillerie noble du prince de Condé. Il épouse en 1798 Françoise de Sanlèque et s'installe au manoir de Gerstheim (Bas-Rhin). En 1804, il met sa fortune à la disposition des partisans du duc d'Enghien, capturé de l'autre côté du Rhin. Il meurt en 1809.

### XIXesiècle
- Jean-Louis-Henri de Bancalis de Maurel d'Aragon, né en 1763 à Aragon (Aude), fils de Jean-Marie de Bancalis de Maurel d'Aragon et d'Henriette de Portes. Premier page du comte d'Artois, capitaine de cavalerie au régiment du Roi (1789), il est corédacteur du cahier de doléances de la noblesse de la sénéchaussée de Carcassonne en 1789. Émigré en 1791, il épouse à Ansbach, en 1794, Sophie de Nassau, fille naturelle du prince Charles de Nassau-Siegen, amiral au service de Catherine II et de Thérèse Eymer, dite Fleury. À l'accasion de ce mariage, il reçoit un brevet de lieutenant-colonel au service de la Russie ;  Baron-pair de France héréditaire en 1819, président du collège électoral du Tarn, membre et président du conseil général de ce département, chevalier de Saint-Louis et de la Légion d'honneur. Il meurt à Saliès en 1848.
- Ida de Bancalis de Maurel d'Aragon (fille du précédent), née en Ukraine en 1799. Elle épouse en 1816 Joseph Decazes, vicomte Decazes, préfet d'Albi et député du Tarn, et frère du futur duc Decazes qui sera ministre du roi Louis XVIII. Morte à Albi en 1880.
- Charles-François-Armand de Bancalis de Maurel d'Aragon (frère de la précédente), né à Toulouse en 1812, licencié en droit, auditeur au Conseil d'État, détaché au cabinet du ministre de l'Intérieur, conseiller général, élu député du Tarn en 1846 contre son beau-frère Decazes. Commissaire du gouvernement provisoire puis représentant du Peuple pour ce département en 1848, il mourut la même année. Il avait épousé Thérèse Visconti d'Aragona, demi-sœur de la princesse Belgiojoso, héroïne du mouvement nationaliste italien.
- Alexandre-Louis-Albert-Charles de Bancalis de Maurel d'Aragon (fils du précédent), né en 1844, attaché d'ambassade à Londres et au cabinet du 2e duc Decazes ministre des Affaires étrangères. Marié à Louise de Lordat. Président du Comité royaliste du Tarn, mainteneur de l'académie des Jeux Floraux de Toulouse, décoré des Ordres de Sainte-Anne, de Pie IX, du Christ du Portugal, de Léopold de Belgique. Il meurt en 1896 à Bram.
- Christine de Bancalis de Maurel d'Aragon (sœur du précédent), née à Saliès en 1841. Fille de la Charité. L'une des compagnes de Catherine Labouré, supérieure du couvent des Blancs-Manteaux (1876). Décédée à Paris en 1905.
- Henri de Bancalis de Pruynes, né en 1803 à Gerstheim, fils de Jean Louis Arnaud et de Françoise de Sanlèque. Garde du corps du roi Charles X, officer dans les lanciers de Nemours, il épouse en 1833 Wilhelmine de Reinach-Werth. Conseiller général du Bas-Rhin, maire de Gerstheim, il meurt en 1878.
- Raphaël de Bancalis de Pruynes, né en 1844, fils de Joseph de Bancalis, officier de hussards, et de Berthe de Schönau-Wehr. Officier des haras, il épouse en 1872 Louise Weinum. "Bürgmeister" de Gerstheim occupé de 1880 à 1890, il publiera en 1914 : "Souvenirs d'un annexé".
- Robert Charles Marie François de Bancalis de Maurel d'Aragon (1882-1914), élève de Saint-Cyr, puis capitaine aviateur, tué à Xacques (51).
- Henri Jean Marie Victor de Bancalis de Maurel d'Aragon (1883-1916), élève de Saint-Cyr, membre de l'Action française, capitaine aviateur tué à Verdun.Les De Bancalis De Maurel d'Aragon dans le Tableau d'honneur de la grande guerre de L'Illustration en 1915Robert Charles Marie François De Bancalis De Maurel d'AragonHenri Jean Marie Victor De Baucalis de Maurel d’Aragon

### XXesiècle
- Henri de Bancalis de Maurel d'Aragon (fils d'Albert Charles et de Louise de Lordat), né à Toulouse en 1883. Officier de dragons, capitaine aviateur affecté aux escadrilles d'Alsace en 1915. Mortellement blessé à Verdun en 1916. Marié en 1909 à Madeleine Schaeffer. Croix de Guerre, chevalier de la Légion d'honneur.
- Charles de Bancalis de Maurel d'Aragon (1911-1986) (fils du précédent) dit le marquis rouge, diplômé de l'École libre des sciences politiques et gaulliste de gauche, il fut l'un des principaux chefs de la Résistance dans le département du Tarn durant la Seconde Guerre mondiale, un temps adjoint au commissaire général à l'information pendant la guerre, vice-président du Comité de libération du Tarn, député des Hautes-Pyrénées, maire de Saliès, membre du Comité directeur de l'Union démocratique du travail (UDT), mainteneur de l'académie des Jeux Floraux de Toulouse, croix du combattant volontaire de la Résistance, chevalier de la Légion d'honneur et rosette de la Résistance. Auteur de l'ouvrage : La résistance sans héroïsme. Il avait épousé en 1942 Diane d'Albon (dont la mère était née de Bourbon Busset).
- Charles-Henri de Bancalis de Maurel d'Aragon (1945) (fils du précédent), ministre plénipotentiaire. Officier de la Légion d'honneur et de l'Ordre national du Mérite. Chevalier de Malte et ambassadeur de l'ordre souverain de Malte au Liban[5]. Marié en 1979 à Catherine Bézy.

## Armoiries, devise, titres
- de Bancalis : Une aigle aux ailes éployées d'or, sur champ d'azur, entouré de panaches et timbré au-dessus Alias : Écartelé aux 1 et 4, d'azur à l'aigle d'or au vol éployé (qui est de Bancalis) ; aux 2 et 3, d'azur à un chevron d'or accompagné de trois étoiles d'argent (qui est de Maurel d'Aragon)

Supports : deux griffons
Devise : Festina lente
Depuis 1819, le blason de cette famille est enveloppé du manteau fourré d'hermines des Pairs de France, surmonté d'une couronne de baron.
Les autres titres portés par cette famille sont dits de courtoisie.

## Alliances
Les principales alliances de la famille de Bancalis de Maurel d'Aragon sont : Lapeyre (1544), de Voisins, Tersson, Fugin (1571), Roaldès (1577), Colit, Benoit (1611), de Vernhes (1613), Boulard (1651), de Coustin de Bourzolles (1654), de Génibrouse de Saint-Amans (1687), de Maurel d'Aragon (1726), Lacombe (1750), Delagnes (1755), de Portes de Pardaillan (1761), de Nassau-Siegen (1794), Passelac (1797), Vaudin, de Sanlèque (1798), Decazes (1816), de Reinach-Werth (1833), de Colonges de Cénac (1838), de Schönau-Wehr, Weinum (1872), Visconti d'Aragona, de Lordat, Schaeffer (1909), d'Albon (1942), Rambaud (1978), Bézy (1979).